# رئيس تشيلي

العلم الرئاسي في تسيلي

رئيس تشيلي هو المنصب الأعلى في تشيلي ويشغل الرئيس منصب رئاسة الدولة ومنصب رئاسة الحكومة وهو المسؤول عن الحكومة وإدارة الدولة.
بموجب دستور تشيلي لعام 1980 فقد حددت ولاية الرئيس بأربع سنوات فقط، لا يجوز بعدها إعادة انتخابه مباشرة، علماً أن الفترة كانت ست سنوات.
يقيم الرئيس في قصر لا مونيدا (أي قصر المال) في العاصمة التشيلية سانتياغو، وأول من شغل منصب رئيس تشيلي هو مانويل بلانكو إنكالادا، لشهرين فقط (9 يوليو إلى 9 سبتمبر 1826).

## معرض صور

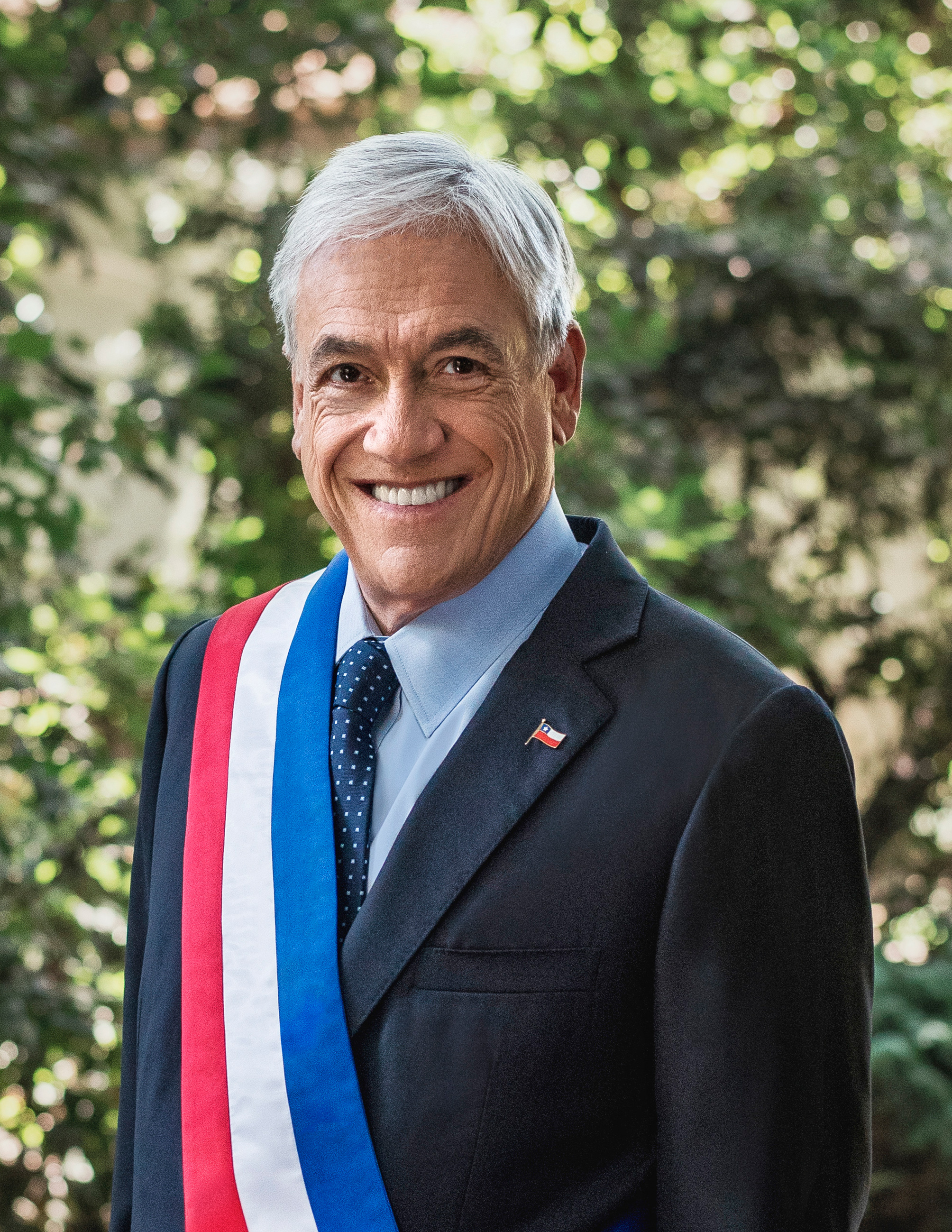
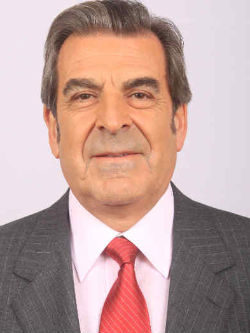
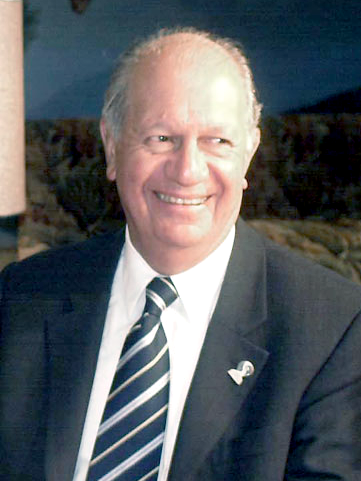
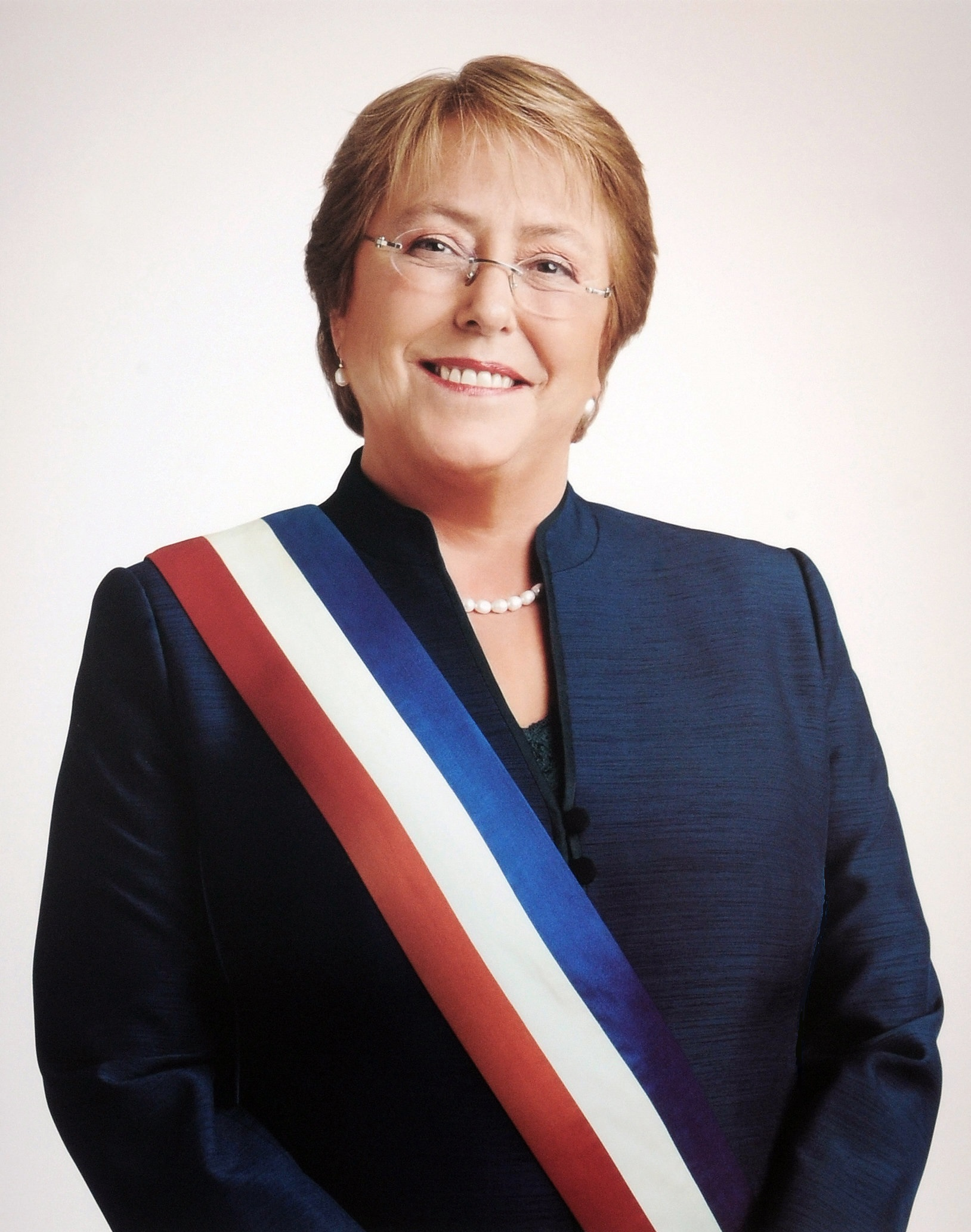